# Handball-Oberliga Baden-Württemberg der Frauen 2020/21
Die Handball-Oberliga Baden-Württemberg der Frauen 2020/21 wurde unter dem Dach der Handballverbände Baden, Südbaden sowie  Württemberg organisiert. Sie ist die höchste Spielklasse des Verbundes und wird unterhalb der 3. Liga als vierthöchste Spielklasse im deutschen Ligensystem eingestuft.

## Saisonverlauf
Die Handball-Oberliga Baden-Württemberg der Frauen 2020/21 war die einundzwanzigste Ausspielung dieser Handballliga. Sie wurde wegen der COVID-19-Pandemie nach dem vierten Spieltag abgebrochen. Im Rahmen einer Sondervereinbarung konnten zwei Vereine in die 3. Liga aufsteigen, Absteiger gab es keine.

### Modus
Zwölf Mannschaften hätten in einer Hin- und Rückrunde den Meister und Vizemeister, mit Aufstiegsrecht in die 3. Liga, ausgespielt. Die letzten zwei bis vier Mannschaften wären in die Verbandsligen absteigen.

## Teilnehmer
Nicht mehr dabei waren die Auf- und Absteiger der Vorsaison. Neu hinzu kamen die Aufsteiger (N) aus den Verbandsligen.
|  TuS Steißlingen  SG BBM Bietigheim 2 - SV Hohenacker-Neustadt (N) - SG Heidelsheim/Helmsheim - TuS Schutterwald (N) - TG Nürtingen 2 (N) - HSG Strohgäu - TSV Birkenau - HSG Leinfelden-Echterdingen - SG Schenkenzell/Schiltach - TSV Bönnigheim - TSG Seckenheim |

Handballverband Baden

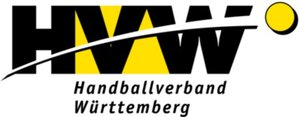
Handballverband Württemberg

(A) = Absteiger aus der 3. Liga (N) = neu in der Liga (R) = Rückzug
  Aufsteiger zur 3. Liga 2021/22
- Für die Oberliga 2021/22 qualifiziert